# 5-Minute Crafts
5-Minute Crafts je DIY YouTube kanál, který vlastní vydavatelství TheSoul Publishing. Patří mezi nejsledovanější youtubové kanály a facebookové stránky. Sídlí na Kypru.

## Formát
Kanál vydává kompilace DIY videí, která byla dříve zveřejněna na Instagramu nebo Facebooku. Obsah kanálu se skládá převážně z videí týkajících se řemesel, vychytávek a příležitostně vědeckých experimentů. Videa kanálu využívají styl, kdy je kamera zaměřena na stůl s předměty, zatímco v záběru se objevují pouze ruce osoby, která vytváří obsah s pomocí těchto předmětů, obvykle potravin a kutilských nástrojů.

## Historie
Společnost TheSoul Publishing byla založena ruskými podnikateli Pavlem Radajevem a Maratem Muchametovem. V březnu 2017 společnost založila YouTube kanál Bright Side.
V listopadu 2016 byl na YouTube poprvé zaregistrován kanál 5-Minute Crafts. První video na kanále bylo vydáno následující den.
Popularita a sledovanost vzrůstala, a proto měl kanál za necelý rok 4 000 000 odběratel.
Svůj obsah vydávají v několika světových jazycích. Kromě YouTube začali svůj obsah přidávat i na Pinterest.
V roce 2023 přesáhli hranici 80 000 000 odběratel, přičemž v průběhu let zaznamenali násobný nárůst sledovanosti.

### Kritika
Kanál byl opakovaně kritizován za své neobvyklé a potenciálně nebezpečné vychytávky. Kritizováno bylo i časté používání clickbaitů.
Tvůrci byli mnohdy označeni za internetové trolly.
Některé videa byla kritizována za nefunkční vychytávky a šíření fake news.